# Адивар (кратер)
Кратер Адивар је ударни метеорски кратер на површини планете Венере. Налази се на координатама 8,9° северно и 76,2° источно (планетоцентрични координатни систем +Е 0—360), нешто северније од континенталне масе Афродита тера, и има пречник од 30 км.
Кратер је име добио у част турске списатељице Халиде Едип Адивар, а име кратера је 1991. усвојила Међународна астрономска унија.
Око кратера се налази прстен од избаченог материјала насталог услед метеорског удара, а који се због грубље структуре сттена на радарским снимцима показује као светлије подручје. Значајније наслаге избаченог материјала налазе се и западно од кратера на удаљености и до 500 км простирући се у виду светлијих репова. Светлија подручја су окружена тамнијим оквирима параболичног облика. Пруге су тамнијег одсјаја због своје морфолошке структуре.